# Goiano (futebolista)
Washington da Silva Guimarães, mais conhecido como Goiano (Rio Verde, 2 de fevereiro de 1928 — São Paulo, 25 de outubro de 2003) foi um ex-futebolista brasileiro. Jogava na posição de zagueiro (às vezes, atuava de volante) e se consagrou defendendo o Corinthians entre 1952 e 1959.

## Carreira
O zagueiro Goiano foi um dos grandes heróis da conquista alvinegra do título do Campeonato Paulista do Quarto Centenário, em 1954. Goiano, com sua raça invejável, digna dos grandes ´´deuses da raça`` da história mosqueteira, jamais medindo esforços para dar uma vitória ao Timão, tornou-se ídolo da Fiel Torcida. É considerado até hoje para muitos um dos melhores defensores da história do Corinthians.
As qualidades de Goiano não se limitavam apenas à mera função de marcar jogadores. Volta e meia, ele, que possuía a tarimba de zagueiro artilheiro, invadia o campo do time adversário para marcar um gol a favor do Timão. Com a camisa alvinegra, ele marcou 22 gols em 296 partidas, marca extremamente difícil para um zagueiro alcançar no futebol da década de 1950. Outra qualidade também conhecida do zagueiro era a de guarda-costas de Luizinho, o Pequeno Polegar, pois quando Luizinho irritava os jogadores adversários com seus dribles, suas jogadas de efeito e provocações, ele se escondia exatamente atrás das costas de Goiano, já que o zagueiro, além de gigante, era extremamente forte. Além destas vantagens, ele é um dos poucos zagueiros consagrados da história do Corinthians, ao lado de feras como Domingos da Guia e Gamarra.
Goiano chegou ao Corinthians em 1952, por indicação do ex-meia-esquerda Eduardinho, após destacar-se no Linense, clube de Lins, no interior de São Paulo.
A estreia de Goiano com a camisa do Corinthians foi no Maracanã, contra o Bangu, pelo Torneio Rio-São Paulo de 1952. O time paulista goleou os cariocas por 5-0 e Goiano se destacou na partida. Na partida seguinte, mais uma boa atuação: vitória no Pacaembu sobre o Fluminense, de virada, por 4-2. E já mostrou seu faro por colocar as bolas na rede adversária nesta partida, ao marcar um dos gols.
Na primeira excursão corintiana pela Europa, ele colaborou com o ataque corintiano duas vezes: na vitória por 3 a 2 sobre o Djurgardens e por 6 a 0 sobre o Combinado de Gävle (onde também fez da defesa alvinegra uma massa impenetrável), ambas equipes da Suécia. Na disputa da Pequena Taça do Mundo em Caracas, na Venezuela, em 1953, Goiano deixou sua bola nas redes mais uma vez, diante justamente do Barcelona, que, mesmo sendo o maior time de futebol do mundo de todos os tempos, não conseguiu vencer ou sequer empatar contra o Corinthians (o time catalão perdeu as quatro partidas que disputou contra o Timão durante a década de 1950).
O dia em que Goiano deixou sua marca contra o Barcelona foi no dia 26 de julho de 1953. Ele marcou um gol aos 17 minutos do segundo tempo, garantindo ao Corinthians o título da Pequena Taça do Mundo de 1953 com duas rodadas de antecipação. Este foi o único gol da vitória por 1 a 0 do Timão sobre o Barça.
Na equipe campeã do Quarto Centenário em 1954, Goiano formou a histórica linha média com Idário e Roberto Belangero, formação de meio-campo até hoje bastante querida pela Fiel.
Sua última partida com o manto alvinegro aconteceu em 27 de setembro de 1959, contra a Ferroviária, no estádio da Fonte Luminosa, em Araraquara. A partida era válida pelo primeiro turno do Campeonato Paulista de Futebol de 1959 e o Corinthians perdeu por 3 a 1.
Entre 1952 e 1959 Goiano disputou 296 jogos e anotou 22 gols. Foram 184 vitórias, 58 empates e 54 derrotas, num aproveitamento de 69,3% dos pontos que disputou. Ao fim de sua vida, Goiano teve complicações de saúde, precisando inclusive amputar uma das pernas. O ex-zagueiro morreu no dia 25 de outubro de 2003, aos 75 anos de idade.

## Títulos
Corinthians
- Campeonato Paulista: 1952, 1954
- Torneio Rio-São Paulo: 1953, 1954
- Pequena Taça do Mundo de 1953